# Istar (d'Indy)
Istar, op. 42, es una obra compuesta por Vincent d'Indy y estrenada en Bruselas el 10 de enero de 1897. Está basada en un poema épico que narra la historia de la diosa Ishtar, que baja al submundo para rescatar a su amante y a medida que pasa cada puerta debe despojarse de una prenda, quedando desnuda el pasar por la séptima y última. La obra está escrita en forma de tema con variaciones, siete, una por cada prenda. Algo que la hace particular es que el tema principal que es variado no se presenta al inicio de la obra sino al final, lo cual estaría relacionado con la desnudez de Ishtar.
En la primera página de la partitura se incluye el texto del poema Istar del Epopee d'Izdubar (canto sexto).